# Bonzai Records
Bonzai Records, també conegut com Bonzai Music o Bonzai Progressive, és un segell discogràfic amb seu a Bèlgica especialitzat en música techno, trance, hard trance, goa trance, música rave i techno hardcore.
Va ser fundat per DJ Fly a Deurne, a la part posterior de la botiga de discos The Blitz l'any 1992 com a subsegell de Lightning Records, que va fer fallida el març de 2003 i posteriorment va ser substituït pel segell Banshee Worx.